# 유존혁
유존혁(劉存奕, 생몰년 미상)은 고려 후기의 무신으로 최씨 무신정권 타도와 원종 11년(1270년) 삼별초(三別抄)의 배중손(裵仲孫) 등이 일으킨 삼별초 항쟁에 가담한 인물이다.

## 개요
12세기 이후 고려는 최충헌(崔忠獻) - 최우(崔瑀) 부자를 중심으로 하는 무신들이 국왕을 폐립하며 국정을 주도하는 최씨 무신정권 시기였다. 제1차 몽골 침공 직후 무신집정 최우의 주도하에 고려 조정은 수도를 강도(강화도)로 옮기고 전국의 주군(州郡)에 주민들을 섬과 산성(山城)으로 옮기게 하는 등 몽골에 대한 항전을 준비하였다.
고종 45년(1258년) 3월 26일 김인준 등이 주도하여 무신집정 최의(崔竩)를 제거하고 최씨 무신정권을 붕괴시키지만, 무신들이 주도하는 정국은 변하지 않았다. 정변 4년 뒤인 고종 49년(1262년) 김인준 등 최씨 무신정권 타도에 가담한 공신들에 대한 포상을 명시한 상서도관첩(尙書都官貼)에 당시 낭장(郎將) 관직의 유존혁의 이름이 등장한다. 김인준 등을 도와 정변에 가담한 자들은 위사보좌공신(衛社輔佐功臣)으로써 관직의 차서를 넘어 등용하는 것이 허락되었고, 아들 한 사람을 동반(문관)의 경우 9품, 서반(무관)의 경우 교위직으로 임명하게 하고, 자식이 없는 경우 그 조카나 사위 가운데 한 명에게 동반의 경우 외서, 서반의 경우 대정이나 교위를 제수하도록 하였다.
고려 조정이 몽골과의 화의를 맺고 출륙환도를 결정한 원종 11년(1270년) 6월 과거 최씨 정권의 사병적인 성격을 띠고 있던 군사 조직이자 몽골과의 항쟁을 주도하기도 했던 삼별초 소속의 장군 배중손(裵仲孫)과 야별초의 지유(指諭) 노영희(盧永禧)가 몽골에 맞서 싸울 것을 외치며 강도 궁성의 구장(毬場)으로 사람을 모으고, 고려의 왕족 승화후 온을 왕으로 추대하고 관직 임명을 행했다. 이때 유존혁은 대장군(大將軍)으로써 상서좌승(尙書左丞) 이신손(李信孫)과 함께 좌우 승선(承宣)으로 임명되었다. 삼별초는 그 직후 모든 물자와 병력, 인원을 배에 태우고 강화도를 빠져나와 남쪽으로 내려가 진도(珍島)에 거점을 세우고 서남해 일대를 경략하며 한반도 육지부에 주둔하던 몽골군이나 개경 조정 소속의 고려군을 공격하였다.
유존혁의 삼별초 군세는 남해현을 거점으로 활동 초기 통양창(通陽倉)을 장악하여 진주(晉州) 지역을 세력권으로 하여 경상도 연해 지역을 공략해 나갔는데, 당시 삼별초 정부의 '수도'이고 항몽 세력의 거점은 진도였지만 삼별초의 세력은 지리적으로 널리 흩어져 있었던 데다 진도는 한반도 육지부에서 보아 서쪽에 너무 치우쳐 있었기 때문에, 이를 보완하기 위한 일종의 '지역 거점'이 요구되었고, 유존혁의 남해도는 경상도 연안 지역에서의 삼별초의 거점 역할을 하였다. 고려 조정은 진도에 거점을 둔 삼별초의 남해 방면에서의 움직임을 견제할 목적으로 장일(張鎰)을 경상도수로방호사(慶尙道水路防護使)로 삼아 파견하였다.
한편 삼별초 정부가 원종 12년(1271년) 일본에 몽골과의 항쟁에서 협조를 구하고자 국서를 보냈음을 시사하는 것으로 유명한 《고려첩장 불심조조》의 '고려첩장'의 작성 시기를 삼별초가 개경 조정의 박천주(朴天澍)를 통해 전해진 쿠빌라이 칸의 조서를 거절하고 장흥부 등을 공격해 한반도 육지부 남해 연안에 대한 공세를 본격화하는 원종 12년 2월 계묘 이전으로 보는 견지에서, 같은 해 4월에서 5월 사이 금주(김해)에서 있었던 삼별초의 군사 행동이 남해에 주둔하던 유존혁 세력에 의해서 이루어졌으며 동시에 다자이후 관인들이 《고려첩장 불심조조》라는 문서를 작성하는 동인이 되었던 '이전에 보냈던 것과는 내용 취지가 달라 이해하기 어려운 내용이 담긴' 국서를 일본으로 보낸 고려국 즉 (진도에 중심 거점을 두고 있던) 삼별초 세력의 구체적인 정체가 바로 유존혁이었다고 비정한 견해가 존재한다. 여몽연합군의 대대적인 공세에 직면한 상황에서 삼별초가 고려의 전통적인 대일 우호관계에 근거하여 한반도 육지부 남해 연안에 대한 군사적 공세와 더불어 일본과의 연대를 위해 김해 방면으로 진출하였으며, 이것이 삼별초의 병력을 분산시키는 결과로 이어져 진도 함락의 한 원인이 되었다는 지적이 존재한다.
삼별초의 중심지였던 진도가 함락된 뒤, 김통정을 비롯한 삼별초 잔당은 병력을 거느리고 제주로 들어갔으며, 이 소식을 들은 유존혁은 80척 선단을 거느리고 제주로 가서 김통정에 합류하였다. 1년 뒤인 원종 14년(1273년) 김방경과 훈둔 등이 이끄는 여몽연합군이 제주도를 공격해 삼별초를 진압하였다.

## 남해 장군터와 유존혁
경상남도 남해군 서면 서호리(西湖里) 뒤편 망운산 기슭에 장군터(남해 서호리 대장군지)라 불리는 유적이 소재해 있는데, 임진왜란 때에 의병을 훈련시킨 곳이라고 하며 일명 절터 또는 성터라고 전하나 확실하지 않다. 2002년 경남발전연구원 주도로 이 일대에 대한 지표 조사가 시작되었으며 2024년 6월부터 남해군의 의뢰로 재단법인 삼한문화재연구원이 발굴(시굴)조사를 진행하였다.
장군터는 산지 경사진 면에 위치하여 침식 작용으로 생긴 두 개의 계곡 사이 도드라진 둔덕에 4단의 계단식으로 터를 닦아 건물을 배치하고 그 외곽으로 돌담을 둘렀다. 장군터 앞으로는 홀포만이 가로놓여 있고 옥기산과 천황산이 내다보이며, 배후와 양 측면이 망운산으로 둘러쳐져 있다. 대장군터 입구에는 홀포뿐 아니라 둔전과 염전도 있었으며, 대장군터에서 흐르는 계곡천이 서상항으로 흘러 한려수도에 합쳐지고 망운산 줄기가 배후에서 자연 성곽을 이룬다.
남해 서호리 대장군지는 남해군 현지에서는 '장군터', '재앙군터', '대장군지'라 불리며, 전설에는 그 터에 옛날 어떤 장군이 살면서 도술을 부려 부채로 부쳐 들여 벼를 약탈하였기에 나라에서는 군대를 풀어 그를 잡게 하였고 장군은 지네로 변신해 숨었으나 조정에서 보낸 군사들이 그 지네를 밟아 죽여버렸다고 한다.
건물터의 각 단은 길이에 비해 폭이 좁은 편으로, 높은 쪽은 경사면에 연이어 마감하고 낮은 쪽(동쪽)은 북쪽 방향으로 꺾어 기단 모서리를 구획하였다. 건물터 곳곳에 적지 않은 양의 기와 조각이 흩어져 있는데 대부분 암막새로 격자무늬, 물고기뼈무늬 등이며, 드물게 발견되는 수막새는 귀목무늬가 새겨져 있는 것도 있다. 이밖에 민무늬 전돌과 청자 조각들도 발견되었는데 대부분이 고려 시대의 것으로 유적의 입지나 배치, 출토 유물들은 이 건물터의 성격이 고려 시대의 절터일 가능성을 시사한다. 건물터의 석축은 아랫단이 초창기 것으로 자연대석으로 쌓은 것이고 그 위의 단이 소형 활석으로 후대에 추가로 다시 쌓은 것으로 보이는데, 이는 후대에 이 건물이 어떤 세력에 의해서 일부 개축되었음을 보여준다. 이러한 당시의 상황과 지리적 조건, 그리고 현존하는 성곽과 주위 배경으로 보아 이곳이 남해군에 입도한 삼별초 유존혁 부대의 근거지였음을 유추하게 한다.
1999년 한국의 KBS에서 방영된 역사 다큐멘터리 프로그램 역사스페셜은 1999년 8월 7일 39회차 방송으로 삼별초 항쟁을 다룬 '삼별초, 진도에 또 다른 고려가 있었다' 방영분에서 장군터 유적을 소개하고, 남해군은 경상도로 진출했던 유존혁과 그가 거느린 삼별초 군세의 거점으로써 이곳을 거점으로 경상도, 특히 몽골의 일본원정을 위한 전초기지였던 마산(합포)과 김해, 동래 지역을 집중적으로 공략하였다고 소개하였다.
남해군은 서면 대장군지 유적 부지를 매입, 군유화하여 문화재로 지정하는 방안을 검토하고 있으며, 2020년 1월 31일 서면 대장군지의 경남도문화재 지정을 위한 주민설명회를 열었다.
2022년 남해군 서면사무소를 출발해 서면 앞바다를 내려다보고 남해스포츠파크를 지나, 대장군터로 이어지는 갈림길을 거쳐 다시 서면사무소로 돌아오는 5.8km의 원점회귀형 도보길이 '삼별초 마을바래길'로 명명되어 11월 17일 개통식이 열렸다. 삼별초 마을바래길은 남해를 거점으로 활동했던 유존혁과 그가 머물렀다는 전승이 있는 석성터를 모티브로 하였으며, 대장군터 갈림길에서 약 800m 정도로 거리에 대장군터가 소재하고 있고 거리가 서로 멀지는 않지만 가파른 경사로 인해 보행자 안전 문제를 감안하여 우선은 대장군터 탐방은 선택사항으로 두기로 하였다.
2024년 8월 27일 대장군터 발굴 조사에 대한 공개 설명회가 열렸다. 5단 축대와 건물터 7동 담장터 등을 갖춘 6천 제곱미터 규모의 부지에서 진도와 제주도에서 발견된 것과 같은 기와 조각과 고려청자, 장식 벽돌 등이 발굴 초기부터 쏟아져 나왔으며, 성곽 유구의 보존 상태도 좋아서 남해군은 발굴 진행 도중 및 진행 직후에 해당 유구의 경상남도 유형문화재, 나아가 국가등록문화유산 등재도 추진하기로 밝혔다. 해당 유적의 발굴에는 향후 3, 4년이 더 걸릴 예정이며, 남해군수 장충남은 MBC경남과의 인터뷰에서 해당 유적지를 남해군의 팔만대장경 판각지와 연계해 호국 성지로 복원할 계획이라고 밝혔다.

## 같이 보기
- 삼별초